# Peter Kunter
Peter Kunter (Berlín, Alemania nazi; 28 de abril de 1941-18 de marzo de 2024) fue un futbolista y dirigente deportivo alemán que jugó en la posición de guardameta.

## Carrera

### Jugador
| Periodo   | Club                | Apariciones | Goles |
| --------- | ------------------- | ----------- | ----- |
| 1961–1965 | Freiburger FC       | 36          | 0     |
| 1965–1977 | Eintracht Frankfurt | 234         | 0     |

### Directivo
Kunter se retiró en 1977, y entre 1977 y 1979 fue vicepresidente del Eintracht Frankfurt y fue parte de la mesa administrativa del club de 2001 a 2005.

## Logros
- Copa de Alemania (2): 1973/74, 1974/75